# 緬澤利亞河
緬澤利亞河（俄语：Мензеля），是俄羅斯的河流，位於該國西部韃靼斯坦共和國，屬於契克河的左支流，最終注入下卡姆斯克水庫，河道全長147公里，流域面積2,120平方公里。